# Caccobius gibbosulus
Caccobius gibbosulus là một loài bọ cánh cứng trong họ Bọ hung (Scarabaeidae).